# Richard Willian de Souza Valério
Richard Willian de Souza Valério (* 2. August 2001) ist ein brasilianischer Fußballspieler.

## Karriere
Richard begann seine Karriere bei der AD Guarulhos. Im September 2019 wechselte er zum österreichischen Bundesligisten LASK, wurde jedoch direkt auf Kooperationsbasis an den Zweitligisten Grazer AK verliehen.
Sein Debüt für den GAK gab er im selben Monat im ÖFB-Cup, als er im Zweitrundenspiel gegen den FC Wacker Innsbruck in der 41. Minute für Marco Perchtold eingewechselt wurde. In jenem Spiel, das die Grazer mit 2:1 verloren, erzielte Richard auch den Treffer zum Endstand. Sein Debüt in der 2. Liga gab er ebenfalls im September, als er am neunten Spieltag der Saison 2019/20 gegen den FC Dornbirn 1913 in der 64. Minute für Benjamin Rosenberger ins Spiel gebracht wurde. Nach drei Zweitligaeinsätzen für die Grazer wurde der Kooperationsvertrag in der Winterpause aufgelöst.
Daraufhin wurde er im Februar 2020 für eineinhalb Jahre an den SC Austria Lustenau weiterverliehen. Nach einem Einsatz für Lustenau wurde die Leihe nach der Saison 2019/20 vorzeitig beendet. Nach dem Ende der Leihe kehrte er nach Brasilien zurück und schloss sich dem CS Maruinense an.